# Крепостная актриса
«Крепостная актриса» — советский полнометражный цветной широкоформатный музыкальный художественный фильм, поставленный на Киностудии «Ленфильм» в 1963 году режиссёром Романом Тихомировым по оперетте Николая Стрельникова «Холопка».

## Сюжет
События разворачиваются в усадьбе графа Кутайсова, в 1801 году. Большой покровитель искусств граф содержит в имении целый крепостной театр. В усадьбе готовятся встретить возвращающуюся из Парижа знаменитую актрису Анастасию Батманову, бывшую крепостную графа, выкупленную у него ещё девочкой. Одновременно с Батмановой в усадьбу приезжает тайно влюблённый в неё князь Андрей Туманский. Он родился от незаконного брака князя Батурина и крепостной женщины. Князь отослал сына в Париж, где Андрей увидел выступление Анастасии Батмановой и влюбился без памяти. В усадьбе Кутайсова Андрея встретил его брат по отцу гусар Никита Батурин. Князь Батурин скончался, оставив после себя долги, и его имение со всеми крепостными выкупил Кутайсов. Вольная Андрея затерялась, и он может оказаться во власти самодура графа.
Кутайсов собирается сделать Настю примой своего театра, но актриса отказывает. Не добившись взаимности, Кутайсов решает выдать её замуж за Андрея, который ввиду отсутствия вольной формально остаётся крепостным. Андрею и Никите граф обещает, будто после венчания подпишет Андрею вольную. Между Андреем и Настей возникают чувства и молодые идут под венец. Сразу после бракосочетания граф раскрывает карты. Рвет в клочки вольную и объявляет Настю своей «холопкой». Благодаря помощи слуги Никиты плута Митьки, молодым, переодевшись крестьянами, удается бежать из имения. Граф собирается снарядить погоню. Никита и его отряд гусар врывается в покои графа и предлагают выкупить свободу беглых за 20 тысяч рублей. Когда граф отказывает, Никита шантажирует его, выдумав историю, будто покровитель Кутайсова император Павел I намедни скончался. В тот момент, когда обман почти раскрылся, из Петербурга прибывает гонец и передает последние новости. Павел I скончался, на престол взошел Александр I. Опасаясь того, что он вышел из фавора, Кутайсов подписывает вольную. Молодые уезжают на лучшей тройке графа. Следом прибывает еще один гонец, передающий признание императором Кутайсова, как верноподданного слуги. Граф приходит в себя после испуга и приказывает вернуть сбежавших, но те уже далеко.

## В ролях
- Тамара Сёмина — Анастасия Батманова (поёт Тамара Милашкина)
- Евгений Леонов — граф Иван Павлович Кутайсов
- Дмитрий Смирнов — князь Андрей Туманский (поёт Евгений Райков)
- Сергей Юрский — гусар князь Никита Петрович Батурин (поёт Лев Морозов)
- Гренада Мнацаканова — Поленька (поёт Зоя Емельянова)
- Александр Потапов — Митька (поёт Анатолий Александрович)
- Сергей Филиппов — управляющий Елпидифор
- Гликерия Богданова-Чеснокова — стареющая примадонна Гликерия Орестовна Рыкалова
- Марина Полбенцева — Авдотья Лыткина
- Александр Орлов — Вахмистр
- Лев Лемке — дирижёр и балетмейстер Франсуа
- Светлана Мазовецкая — Харита
- Георгий Штиль — Федька
- Алексей Смирнов — певец крепостного театра

## Съёмочная группа
- Музыка — Николая Стрельникова
- Сценарий — Леонида Захарова
  - по мотивам либретто — Ефима Геркена
  - стихи — Соломона Фогельсона и Ефима Геркена
- Режиссёр-постановщик — Роман Тихомиров
- Главный оператор — Евгений Шапиро
- Главный художник — Игорь Вускович